# Netlabel

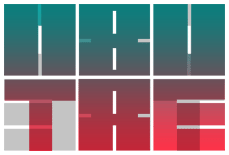
sello discográfico tradicional a la hora de producir y promocionar proyectos musicales

Se denomina netlabel (también online label, web label o MP3 label) a los sellos discográficos que distribuyen su música en formatos digitales (normalmente MP3 u OGG) a través de la red.
Un sello en línea, en línea, funciona como un sello discográfico tradicional a la hora de producir y promocionar proyectos musicales (tales como álbumes o recopilatorios). La mayoría utiliza tácticas de "marketing de guerrilla" para promocionar su trabajo. Pocos sellos en línea dan beneficios económicos directos a sus clientes.
La principal diferencia entre los sellos en línea y los tradicionales está en el énfasis que ponen los primeros en las descargas gratuitas, todo lo contrario a las publicaciones en medios físicos (CD, vinilo o DVD). Con frecuencia, la música se lanza con licencias que fomentan la libre distribución, como Creative Commons, aunque a veces se mantienen enfoques más tradicionales (copyright).

## Historia
Para comprender la historia de los sellos musicales que funcionan en la red, es necesario remontarse a los primeros medios de difusión masiva de archivos: los BBS (o Bulletin Board System). Los BBS se establecían en ordenadores personales y permitían a cualquier usuario con acceso a una línea telefónica por medio de un módem, acceder a diversas colecciones de archivos. Entre ellos, se encontraban los denominados MOD, IT, S3M, o derivados.
Estos formatos eran producidos por artistas a través de programas denominados trackers, que permitían componer música utilizando librerías de sonidos (muestras). El uso de este tipo de programas era común en la época del Commodore Amiga y de los IBM PC compatibles, que fueron los primeros en poder manejar varios canales digitales de sonido. Con el auge de Internet aparecieron diversos sitios webs que brindaron espacio a estos artistas digitales. El navegante podía acceder de manera gratuita al material en los formatos mencionados, que se caracterizaban por ser modificables. 
Con la llegada de las tecnologías de compresión de audio como el MP3, la música comienza a distribuirse en la red con los nuevos formatos que permiten una versatilidad equiparable a la de la grabación tradicional, si bien se pierden las grandes opciones de edición de la música escrita en trackers. Los usuarios no tardan en empezar a comprimir y a distribuir música por internet.
Ante la amenaza de pérdida de control sobre la distribución de música que puede tener lugar en la red, la industria elabora y ejecuta estrategias para reproducir su modelo de negocio tradicional en internet. Los sellos discográficos y las grandes compañías fueron estableciéndose progresivamente en el ciberespacio, sobre todo a través de portales musicales y de tiendas en línea. 
Las netlabels nacen y se desarrollan como respuesta alternativa, legal e independiente a la industria musical, apostando normalmente por la distribución libre y gratuita de artistas de todo tipo, en muchas ocasiones noveles. Usualmente la música se distribuye por descarga libre, si bien a veces se ofrecen ediciones físicas de compilaciones, lanzamientos especiales, remixes, etc. de manera comercial. Suelen especializarse en géneros musicales de todo tipo: techno, ambient, chiptune, etc., aunque existen algunas muy eclécticas. El asociacionismo entre ellas va creciendo con el paso del tiempo, organizando jornadas, reuniones, congresos, etc.